# Stenolpium fasciculatum
Stenolpium fasciculatum är en spindeldjursart som beskrevs av Volker Mahnert 1984. Stenolpium fasciculatum ingår i släktet Stenolpium och familjen Olpiidae. Inga underarter finns listade i Catalogue of Life.